# Empire du Kitara

Carte hypothétique de l'empire du Kitara. En bleu foncé sont les limites de l'empire correspondant avec les fouilles archéologiques. En bleu clair, les limites légendaires de l'empire.

L’empire du Kitara (parfois Kittara ou Kitwara) est un empire africain fréquemment évoqué dans les traditions orales de la région des Grands Lacs, et dont l'existence est considérée tantôt comme historique, tantôt comme légendaire.

## Histoire
L'empire du Kitara est évoqué par les traditions orales recueillies en Afrique dans la région des Grands Lacs et rapportées en Europe par les explorateurs européens de la première moitié du XIXe siècle qui recherchaient les sources du Nil. Ces traditions évoquent les Bacwezi, une lignée héroïque à laquelle sont prêtées de nombreuses conquêtes et des innovations culturelles et techniques. Les premiers explorateurs européens qui recueillent ces traditions au XIXe siècle historicisent et rationalisent ces traditions, et font des Bacwezi les fondateurs d'un empire du Kitara qu'ils considèrent comme une réalité historique, en le concevant comme une sorte d'empire carolingien.
L'empire du Kitara a été longtemps considéré comme une réalité historique. Mais certains chercheurs de la fin du XXe siècle et du début du XXIe siècle, dont Jean-Pierre Chrétien qui publie un article très sceptique sur le sujet en 1985,, la remettent en cause, en arguant de l'imbrication étroite entre des éléments légendaires et des éléments historiques.

### Note
1. ↑  Claudine Vidal évoque ce problème au même moment[4].